# Hetaerina laesa
Hetaerina laesa är en trollsländeart som beskrevs av Hagen in Selys 1853. Hetaerina laesa ingår i släktet Hetaerina och familjen jungfrusländor. Inga underarter finns listade i Catalogue of Life.